# Aeroportul Toledo Express
Aeroportul Toledo Express (IATA: TOL, ICAO: KTOL, FAA LID: TOL) este un aeroport din Ohio, Statele Unite ale Americii ce deservește zona Toledo. Aeroportul a fost tranzitat în 2019 de 248.422 de pasageri. A fost numit după zona deservită.
Situat la o altitudine de 209 m, aeroportul dispune de 2 piste.

## Infrastructură

### Piste
Aeroportul dispune de 2 piste. Pista 07/25 are suprafața de asfalt și dimensiunile 10.599 picioare × 150 picioare. Pista 16/34 are suprafața de asfalt și dimensiunile 5.599 picioare × 150 picioare. 